# 해피선데이 - 불후의 명곡
《불후의 명곡》(不朽 - 名曲)은 KBS 2TV에서 방송되었던 예능 프로그램이다.

## 방송 내용

### 불후의 명곡
| 회차 | 방송일           | 출연가수 (선생님)                                                     | '불후의 명곡' 선정곡                                                  | 게스트 (학생)                                                         | 촬영 장소                                                             |
| ---- | ---------------- | --------------------------------------------------------------------- | --------------------------------------------------------------------- | --------------------------------------------------------------------- | --------------------------------------------------------------------- |
| 1회  | 2007년 4월 22일  | 김건모                                                                | 잘못된 만남                                                           | 아이비                                                                | 자택                                                                  |
| 2회  | 2007년 5월 6일   | 남진                                                                  | 님과 함께                                                             | 박민영                                                                | 자택                                                                  |
| 3회  | 2007년 5월 13일  | 김종서                                                                | 겨울비                                                                | 정재욱                                                                | 자택                                                                  |
| 4회  | 2007년 5월 20일  | 소방차 (이상원, 정원관)                                               | 어젯밤 이야기                                                         | 올라이즈 밴드                                                         |                                                                       |
| 5회  | 2007년 5월 27일  | 설운도                                                                | 다함께 차차차                                                         | 이기찬, 이승현                                                        | 자택                                                                  |
| 6회  | 2007년 6월 10일  | 김수희                                                                | 애모                                                                  | 이정                                                                  | 자택                                                                  |
| 7회  | 2007년 6월 17일  | 박남정                                                                | 사랑의 불시착                                                         | 이정                                                                  | 자택                                                                  |
| 8회  | 2007년 6월 24일  | 이승철                                                                | 희야                                                                  | 이정 반주:이송이                                                      | 연습실(자택)                                                          |
| 9회  | 2007년 7월 1일   | 양희은                                                                | 아침 이슬                                                             | 이정, 김영철 반주:장경화, 김영국                                      | 자택                                                                  |
| 10회 | 2007년 7월 8일   | 조영남                                                                | 화개장터                                                              | 이정                                                                  | 자택                                                                  |
| 11회 | 2007년 7월 15일  | DJ DOC                                                                | DOC와 춤을                                                            | 이정                                                                  |                                                                       |
| 12회 | 2007년 7월 22일  | 신해철                                                                | 그대에게                                                              | 이정, 오종혁                                                          | 자택                                                                  |
| 13회 | 2007년 7월 29일  | 전영록                                                                | 불티                                                                  | 이정, 고영욱                                                          |                                                                       |
| 14회 | 2007년 8월 5일   | 하춘화                                                                | 날 버린 남자                                                          | 김영철, 김동완                                                        |                                                                       |
| 15회 | 2007년 8월 12일  | 김흥국                                                                | 호랑나비                                                              | 이혁재                                                                |                                                                       |
| 16회 | 2007년 8월 19일  | 김흥국                                                                | 호랑나비                                                              | 이혁재                                                                |                                                                       |
| 17회 | 2007년 8월 26일  | 김장훈                                                                | 나와 같다면                                                           | 윤지민, 양희은                                                        | 자택                                                                  |
| 18회 | 2007년 9월 2일   | 김범룡                                                                | 바람 바람 바람                                                        | 김청                                                                  |                                                                       |
| 19회 | 2007년 9월 9일   | 태진아                                                                | 옥경이                                                                | 김청                                                                  | 자택                                                                  |
| 20회 | 2007년 9월 16일  | 혜은이                                                                | 열정                                                                  | 김동현, 이계인                                                        |                                                                       |
| 21회 | 2007년 9월 23일  | 한가위 특집 1. 불후의 명곡 명장면 특집 2. 불후의 명곡 비하인드 스토리 | 한가위 특집 1. 불후의 명곡 명장면 특집 2. 불후의 명곡 비하인드 스토리 | 한가위 특집 1. 불후의 명곡 명장면 특집 2. 불후의 명곡 비하인드 스토리 | 한가위 특집 1. 불후의 명곡 명장면 특집 2. 불후의 명곡 비하인드 스토리 |
| 22회 | 2007년 9월 30일  | 변진섭                                                                | 희망사항                                                              | 신봉선, 솔비                                                          | 자택                                                                  |
| 23회 | 2007년 10월 7일  | 룰라                                                                  | 날개잃은 천사                                                         | 임형준                                                                |                                                                       |
| 24회 | 2007년 10월 14일 | 윤시내                                                                | 열애                                                                  | 김흥국, 신지                                                          | 자택                                                                  |
| 25회 | 2007년 10월 21일 | 송대관                                                                | 네 박자                                                               | 윤정수, 루베이다 던포드                                               | 자택                                                                  |
| 26회 | 2007년 10월 28일 | 이용                                                                  | 잊혀진 계절                                                           | 금보라                                                                | 자택                                                                  |
| 27회 | 2007년 11월 4일  | 윤수일                                                                | 아파트                                                                | 이용식, 루베이다 던포드                                               |                                                                       |
| 28회 | 2007년 11월 11일 | 이승환                                                                | 천일동안                                                              | 김종서, 이선영 반주: 이승환 밴드                                      | 연습실                                                                |
| 29회 | 2007년 11월 18일 | 박진영                                                                | 날 떠나지마                                                           | 윤정수, 에바 포피엘                                                   |                                                                       |
| 30회 | 2007년 11월 25일 | 박진영                                                                | 날 떠나지마                                                           | 윤정수, 에바 포피엘                                                   |                                                                       |
| 31회 | 2007년 12월 2일  | 인순이                                                                | 밤이면 밤마다                                                         | 루베이다 던포드                                                       |                                                                       |
| 32회 | 2007년 12월 9일  | 장윤정                                                                | 어머나                                                                | 이계인                                                                |                                                                       |
| 33회 | 2007년 12월 16일 | 강수지                                                                | 보랏빛 향기                                                           | 강병규                                                                | 자택                                                                  |
| 34회 | 2007년 12월 23일 | 신승훈                                                                | 보이지 않는 사랑                                                      | 하하, 손태영                                                          | 자택                                                                  |
| 35회 | 2007년 12월 30일 | 조수미                                                                | 나 가거든                                                             | 이윤석                                                                |                                                                       |
| 36회 | 2008년 1월 6일   | 신승훈                                                                | 보이지 않는 사랑                                                      | 손태영                                                                | 자택                                                                  |
| 37회 | 2008년 1월 13일  | 박상민                                                                | 멀어져 간 사람아                                                      | 김흥국                                                                |                                                                       |
| 38회 | 2008년 1월 20일  | S.E.S.                                                                | I'm your girl                                                         |                                                                       |                                                                       |
| 39회 | 2008년 1월 27일  | 주현미                                                                | 신사동 그 사람                                                        | 금보라                                                                | 자택                                                                  |
| 40회 | 2008년 2월 3일   | 백지영                                                                | DASH                                                                  | 홍록기                                                                |                                                                       |
| 41회 | 2008년 2월 10일  | 설 특집 불후의 명곡 <명예의 전당>                                     | 설 특집 불후의 명곡 <명예의 전당>                                     | 설 특집 불후의 명곡 <명예의 전당>                                     | 설 특집 불후의 명곡 <명예의 전당>                                     |
| 42회 | 2008년 2월 17일  | 현철                                                                  | 봉선화 연정                                                           | 이홍기                                                                | 자택                                                                  |
| 43회 | 2008년 2월 24일  | 윤도현                                                                | 사랑 Two                                                              | 김장훈                                                                | 연습실                                                                |
| 44회 | 2008년 3월 2일   | 클론                                                                  | 쿵따리 샤바라                                                         | 홍록기                                                                |                                                                       |
| 45회 | 2008년 3월 9일   | 이은하                                                                | 밤차                                                                  | 이경실                                                                |                                                                       |
| 46회 | 2008년 3월 16일  | 이정현                                                                | 와                                                                    | 현영                                                                  | 자택                                                                  |
| 47회 | 2008년 3월 23일  | 김민종                                                                | 착한 사랑                                                             | 변기수                                                                |                                                                       |
| 48회 | 2008년 3월 30일  | 쿨                                                                    | 해변의 여인                                                           |                                                                       |                                                                       |
| 49회 | 2008년 4월 6일   | 노사연, 이무송                                                        | 만남                                                                  | 김현철                                                                | 자택                                                                  |
| 50회 | 2008년 4월 13일  | 노사연, 이무송                                                        | 만남                                                                  | 김현철                                                                | 자택                                                                  |
| 51회 | 2008년 4월 20일  | 김현정                                                                | 그녀와의 이별                                                         | 유채영, 박현빈                                                        | 자택                                                                  |
| 52회 | 2008년 4월 27일  | 김원준                                                                | 모두 잠든후에                                                         | 신지                                                                  |                                                                       |
| 53회 | 2008년 5월 4일   | 김영임                                                                | 孝 특집 부모님께 바치는 노래                                          | KCM, 김신영                                                           |                                                                       |
| 54회 | 2008년 5월 11일  | 강산에                                                                | 거꾸로 강을 거슬러오르는 저 힘찬 연어들처럼                           | 윤도현, 김C, 김신영                                                   |                                                                       |
| 55회 | 2008년 5월 18일  | 홍서범, 조갑경                                                        | 내사랑 투유                                                           | 김성령, 방은희, 김신영                                                | 자택                                                                  |
| 56회 | 2008년 5월 25일  | 주영훈                                                                | 사랑스러워 (김종국)                                                   | 전진, 신지, 유채영                                                    |                                                                       |
| 57회 | 2008년 6월 1일   | 성시경                                                                | 거리에서                                                              | 정선희, 문천식                                                        |                                                                       |
| 58회 | 2008년 6월 8일   | 김정민                                                                | 슬픈 언약식                                                           | 김자옥, 붐                                                            |                                                                       |
| 59회 | 2008년 6월 22일  | R.ef (성대현, 이성욱)                                                 | 이별 공식                                                             | 홍록기, 하동균                                                        |                                                                       |
| 60회 | 2008년 6월 29일  | 김창환                                                                | 잘못된 만남(김건모)                                                   | 김건모, 구준엽, 채연, 김나영                                          |                                                                       |
| 61회 | 2008년 7월 6일   | 김창환                                                                | 잘못된 만남(김건모)                                                   | 김건모, 구준엽, 채연, 김나영                                          |                                                                       |
| 62회 | 2008년 7월 13일  | 현미                                                                  | 밤안개                                                                | 한상진, 김숙, 신동                                                    |                                                                       |
| 63회 | 2008년 7월 20일  | 윤일상                                                                | 보고싶다(김범수)                                                      | 이재훈, 정준하, 정시아                                                |                                                                       |
| 64회 | 2008년 7월 27일  | 나미                                                                  | 빙글빙글                                                              | 최정철, 예지원, 전진                                                  | 자택                                                                  |
| 65회 | 2008년 8월 3일   | 엄정화                                                                | 포이즌                                                                | 유채영, 신동욱                                                        |                                                                       |
| 66회 | 2008년 8월 17일  | 박미경                                                                | 이브의 경고                                                           | 표인봉, 안혜경                                                        | 자택                                                                  |
| 67회 | 2008년 8월 24일  | 김현철                                                                | 그대안의 블루                                                         | 전진, 정주리                                                          |                                                                       |
| 68회 | 2008년 8월 31일  | 컨츄리 꼬꼬                                                           | Gimme Gimme                                                           | 김흥국, 유채영, 고영욱                                                |                                                                       |
| 69회 | 2008년 9월 7일   | 컨츄리 꼬꼬                                                           | Gimme Gimme                                                           | 김흥국, 유채영, 고영욱                                                |                                                                       |
| 70회 | 2008년 9월 14일  | 앙코르 불후의 명곡 다시 보고 싶은 선생님                              | 앙코르 불후의 명곡 다시 보고 싶은 선생님                              | 앙코르 불후의 명곡 다시 보고 싶은 선생님                              | 앙코르 불후의 명곡 다시 보고 싶은 선생님                              |

### 연말특집 불후의 명곡
| 회차 | 방송일           | 출연가수 | '불후의 명곡' 선정곡 | 게스트                                                                                      |
| ---- | ---------------- | --- | --- | ------------------------------------------------------------------------------------------- |
| 71회 | 2008년 11월 30일 | 패티 김 | 초우 | 김종서, 윤해영, 시아준수                                                                    |
| 72회 | 2008년 12월 7일  | 김종국 | 회상 (터보), 한 남자 (김종국) | 공형진, 은혁, 마이티 마우스, 박은영, 이승권, 조민호, 최성우, 오지우, 지승준, 김태훈, 김태수 |
| 73회 | 2008년 12월 14일 | 김창완(산울림) | 아니 벌써 | 공형진, 이성진, 조안 반주: 김창완 밴드                                                      |
| 74회 | 2008년 12월 21일 | 비 | 태양을 피하는 방법 | 이영하, 붐, 태연                                                                            |
| 75회 | 2008년 12월 28일 | 2008 BIG 3 특집 1교시 - 쥬얼리 2교시 - MC몽 3교시 - 원더걸스                                                                                                 | 2008 BIG 3 특집 1교시 - 쥬얼리 2교시 - MC몽 3교시 - 원더걸스                                                                                                 | 공형진, 후지타 사유리                                                                       |
| 76회 | 2009년 1월 4일   | 이선희 | J에게 | 공형진, 윤하, 조정린                                                                        |
| 77회 | 2009년 1월 11일  | 이선희 | J에게 | 공형진, 윤하, 조정린                                                                        |
| 78회 | 2009년 1월 18일  | 현진영 | 흐린 기억속의 그대 | 공형진, 이민우, 신동, 박지선                                                                |
| 79회 | 2009년 1월 25일  | 설특집 - 전국노래자랑 특집 송해 1번 참가자: 배기성 2번 참가자: 김성은 3번 참가자: 카라 초대가수: 강진 반주: 김인협 악단                                      | 설특집 - 전국노래자랑 특집 송해 1번 참가자: 배기성 2번 참가자: 김성은 3번 참가자: 카라 초대가수: 강진 반주: 김인협 악단                                      | 배기성, 한승연, 김청                                                                        |
| 80회 | 2009년 2월 1일   | 전국노래자랑 특집 제2탄 - 전국노래자랑 최고의 애창곡을 찾아라 Big 3 1교시 - 박현빈, 곤드레 만드레 2교시 - 김혜연, 서울 대전 대구 부산 3교시 - 박상철, 무조건 | 전국노래자랑 특집 제2탄 - 전국노래자랑 최고의 애창곡을 찾아라 Big 3 1교시 - 박현빈, 곤드레 만드레 2교시 - 김혜연, 서울 대전 대구 부산 3교시 - 박상철, 무조건 | 배기성, 한승연, 김청                                                                        |
| 81회 | 2009년 2월 8일   | 임창정 | 그때 또 다시 | 김창렬, 유채영, 신이                                                                        |
| 82회 | 2009년 2월 15일  | 임창정 | 그때 또 다시 | 김창렬, 유채영, 신이                                                                        |
| 83회 | 2009년 2월 22일  | 정훈희 | 꽃밭에서 | 공형진, 배기성, 이현지                                                                      |
| 84회 | 2009년 3월 1일   | 박지윤 | 성인식 | 오정해, 최동석, 조빈, 한승연                                                                |
| 85회 | 2009년 3월 8일   | 이문세 | 붉은 노을 | 박현빈, 이지혜, 티파니 반주: 이문세 밴드                                                    |
| 86회 | 2009년 3월 15일  | 이문세 | 붉은 노을 | 박현빈, 이지혜, 티파니 반주: 이문세 밴드                                                    |
| 87회 | 2009년 3월 22일  | 불후의 명곡 어워즈 (마지막회) | 불후의 명곡 어워즈 (마지막회) | 불후의 명곡 어워즈 (마지막회)                                                               |

## 시청률

### 2007년
| 회차 | 방송 일자        | 전국 시청률(증감치) |
| ---- | ---------------- | ------------------- |
| 1    | 2007년 4월 22일  | 12.6%               |
| 2    | 2007년 5월 6일   | 11.3%(-1.3)         |
| 3    | 2007년 5월 13일  | 11.2%(-0.1)         |
| 4    | 2007년 5월 20일  | 11.8%(+0.6)         |
| 5    | 2007년 5월 27일  | 12.5%(+0.7)         |
| 6    | 2007년 6월 10일  | 10.1%(-2.4)         |
| 7    | 2007년 6월 17일  | 11.5%(+1.4)         |
| 8    | 2007년 6월 24일  | 12.1%(+0.6)         |
| 9    | 2007년 7월 1일   | 14.5%(+2.4)         |
| 10   | 2007년 7월 8일   | 16.6%(+2.1)         |
| 11   | 2007년 7월 15일  | 12.5%(-4.1)         |
| 12   | 2007년 7월 22일  | 6.4%(-6.1)          |
| 13   | 2007년 7월 29일  | 10.3%(+3.9)         |
| 14   | 2007년 8월 5일   | 12.6%(+2.3)         |
| 15   | 2007년 8월 12일  | 12.1%(-0.5)         |
| 16   | 2007년 8월 19일  | 12.2%(+0.1)         |
| 17   | 2007년 8월 26일  | 11.6%(-0.6)         |
| 18   | 2007년 9월 2일   | 11.8%(+0.2)         |
| 19   | 2007년 9월 9일   | 15.6%(+3.8)         |
| 20   | 2007년 9월 16일  | 16.5%(+0.9)         |
| 21   | 2007년 9월 23일  | 11.4%(-5.1)         |
| 22   | 2007년 9월 30일  | 15.2%(+3.8)         |
| 23   | 2007년 10월 7일  | 15.7%(+0.5)         |
| 24   | 2007년 10월 14일 | 12.4%(-3.3)         |
| 25   | 2007년 10월 21일 | 16.0%(+3.6)         |
| 26   | 2007년 10월 28일 | 16.0%(0)            |
| 27   | 2007년 11월 4일  | 17.6%(+1.6)         |
| 28   | 2007년 11월 11일 | 16.5%(-1.1)         |
| 29   | 2007년 11월 18일 | 18.8%(+2.3)         |
| 30   | 2007년 11월 25일 | 16.2%(-2.6)         |
| 31   | 2007년 12월 2일  | 16.4%(+0.2)         |
| 32   | 2007년 12월 9일  | 17.0%(+0.6)         |
| 33   | 2007년 12월 16일 | 16.8%(-0.2)         |
| 34   | 2007년 12월 23일 | 19.5%(+2.7)         |
| 35   | 2007년 12월 30일 | 17.4%(-2.1)         |

| 회차 | 방송 일자        | 전국 시청률(증감치) |
| ---- | ---------------- | ------------------- |
| 1    | 2007년 4월 22일  | 11.8%               |
| 2    | 2007년 5월 6일   | 10.6%(-1.2)         |
| 3    | 2007년 5월 13일  | 11.3%(+0.7)         |
| 4    | 2007년 5월 20일  | 11.6%(+0.3)         |
| 5    | 2007년 5월 27일  | 13.1%(+1.5)         |
| 6    | 2007년 6월 10일  | 9.6%(-3.5)          |
| 7    | 2007년 6월 17일  | 10.4%(+0.8)         |
| 8    | 2007년 6월 24일  | 11.4%(+1.0)         |
| 9    | 2007년 7월 1일   | 14.5%(+3.1)         |
| 10   | 2007년 7월 8일   | 15.4%(+0.9)         |
| 11   | 2007년 7월 15일  | 12.6%(-2.8)         |
| 12   | 2007년 7월 22일  | 7.0%(-5.6)          |
| 13   | 2007년 7월 29일  | 10.7%(+3.7)         |
| 14   | 2007년 8월 5일   | 12.6%(+1.9)         |
| 15   | 2007년 8월 12일  | 11.6%(-1.0)         |
| 16   | 2007년 8월 19일  | 12.4%(+0.8)         |
| 17   | 2007년 8월 26일  | 11.2%(-1.2)         |
| 18   | 2007년 9월 2일   | 11.5%(+0.3)         |
| 19   | 2007년 9월 9일   | 13.9%(+2.4)         |
| 20   | 2007년 9월 16일  | 15.6%(+1.7)         |
| 21   | 2007년 9월 23일  | 10.9%(-4.7)         |
| 22   | 2007년 9월 30일  | 14.3%(+3.4)         |
| 23   | 2007년 10월 7일  | 13.9%(-0.4)         |
| 24   | 2007년 10월 14일 | 10.5%(-3.4)         |
| 25   | 2007년 10월 21일 | 14.4%(+3.9)         |
| 26   | 2007년 10월 28일 | 14.6%(+0.2)         |
| 27   | 2007년 11월 4일  | 15.5%(+0.9)         |
| 28   | 2007년 11월 11일 | 14.9%(-0.6)         |
| 29   | 2007년 11월 18일 | 16.8%(+1.9)         |
| 30   | 2007년 11월 25일 | 15.5%(-1.3)         |
| 31   | 2007년 12월 2일  | 15.7%(+0.2)         |
| 32   | 2007년 12월 9일  | 15.7%(0)            |
| 33   | 2007년 12월 16일 | 16.5%(+0.8)         |
| 34   | 2007년 12월 23일 | 17.8%(+1.3)         |
| 35   | 2007년 12월 30일 | 17.2%(-0.6)         |

- TNmS와 AGB닐슨 미디어 리서치에서 공개한 표를 바탕으로 작성한 시청률이다. 빨간색 글씨는 최고 시청률, 파란색 글씨는 최저 시청률을 나타낸다.

### 2008년
| 36                        | 2008년 1월 6일   | 16.6%(-0.8) |
| 37                        | 2008년 1월 13일  | 17.0%(+0.4) |
| 38                        | 2008년 1월 20일  | 19.3%(+2.3) |
| 39                        | 2008년 1월 27일  | 15.9%(-3.4) |
| 40                        | 2008년 2월 3일   | 17.5%(+1.6) |
| 41                        | 2008년 2월 10일  | 16.0%(-1.5) |
| 42                        | 2008년 2월 17일  | 13.2%(-2.8) |
| 43                        | 2008년 2월 24일  | 14.6%(+1.4) |
| 44                        | 2008년 3월 2일   | 15.2%(+0.6) |
| 45                        | 2008년 3월 9일   | 13.9%(-1.3) |
| 46                        | 2008년 3월 16일  | 13.8%(-0.1) |
| 47                        | 2008년 3월 23일  | 13.8%(0)    |
| 48                        | 2008년 3월 30일  | 15.2%(+1.4) |
| 49                        | 2008년 4월 6일   | 14.5%(-0.7) |
| 50                        | 2008년 4월 13일  | 13.3%(-1.2) |
| 51                        | 2008년 4월 20일  | 9.8%(-3.5)  |
| 52                        | 2008년 4월 27일  | 13.5%(+3.7) |
| 53                        | 2008년 5월 4일   | 11.3%(-2.2) |
| 54                        | 2008년 5월 11일  | 11.2%(-0.1) |
| 55                        | 2008년 5월 18일  | 13.4%(+2.2) |
| 56                        | 2008년 5월 25일  | 8.2%(-5.2)  |
| 57                        | 2008년 6월 1일   | 12.5%(+4.3) |
| 58                        | 2098년 6월 8일   | 13.1%(+0.6) |
| 59                        | 2008년 6월 22일  | 13.2%(+0.1) |
| 60                        | 2008년 6월 29일  | 13.9%(+0.7) |
| 61                        | 2008년 7월 6일   | 10.4%(-3.5) |
| 62                        | 2008년 7월 13일  | 11.1%(+0.7) |
| 63                        | 2008년 7월 20일  | 12.6%(+1.5) |
| 64                        | 2008년 7월 27일  | 10.0%(-2.6) |
| 65                        | 2008년 8월 3일   | 8.6%(-1.4)  |
| 66                        | 2008년 8월 17일  | 7.7%(-0.9)  |
| 67                        | 2008년 8월 24일  | 9.8%(+2.1)  |
| 68                        | 2008년 8월 31일  | 8.6%(-1.2)  |
| 69                        | 2008년 9월 7일   | 11.5%(+2.9) |
| 70                        | 2008년 9월 14일  | 4.4%(-7.1)  |
| 11월 30일 불후의명곡 부활 |                  |             |
| 71                        | 2008년 11월 30일 | 5.5%(+1.1)  |
| 72                        | 2008년 12월 7일  | 5.6%(+0.1)  |
| 73                        | 2008년 12월 14일 | 6.3%(+0.7)  |
| 74                        | 2008년 12월 21일 | 7.5%(+1.2)  |
| 75                        | 2008년 12월 28일 | 11.3%(+3.8) |

| 36                        | 2008년 1월 6일   | 15.1%(-2.1) |
| 37                        | 2008년 1월 13일  | 16.1%(+1.0) |
| 38                        | 2008년 1월 20일  | 17.3%(+1.2) |
| 39                        | 2008년 1월 27일  | 15.8%(-1.5) |
| 40                        | 2008년 2월 3일   | 15.9%(+0.1) |
| 41                        | 2008년 2월 10일  | 14.2%(-1.7) |
| 42                        | 2008년 2월 17일  | 12.6%(-1.6) |
| 43                        | 2008년 2월 24일  | 13.5%(+0.9) |
| 44                        | 2008년 3월 2일   | 13.4%(-0.1) |
| 45                        | 2008년 3월 9일   | 14.1%(+0.7) |
| 46                        | 2008년 3월 16일  | 13.5%(-0.6) |
| 47                        | 2008년 3월 23일  | 13.0%(-0.5) |
| 48                        | 2008년 3월 30일  | 14.2%(+1.2) |
| 49                        | 2008년 4월 6일   | 13.6%(-0.6) |
| 50                        | 2008년 4월 13일  | 12.8%(-0.8) |
| 51                        | 2008년 4월 20일  | 9.1%(-3.7)  |
| 52                        | 2008년 4월 27일  | 12.2%(+3.1) |
| 53                        | 2008년 5월 4일   | 10.0%(-2.2) |
| 54                        | 2008년 5월 11일  | 12.4%(+2.4) |
| 55                        | 2008년 5월 18일  | 12.4%(0)    |
| 56                        | 2008년 5월 25일  | 7.0%(-5.4)  |
| 57                        | 2008년 6월 1일   | 11.1%(+4.1) |
| 58                        | 2008년 6월 8일   | 12.3%(+1.2) |
| 59                        | 2008년 6월 22일  | 11.4%(-0.9) |
| 60                        | 2008년 6월 29일  | 13.1%(+1.7) |
| 61                        | 2008년 7월 6일   | 9.2%(-3.9)  |
| 62                        | 2008년 7월 13일  | 9.8%(+0.6)  |
| 63                        | 2008년 7월 20일  | 11.4%(+1.6) |
| 64                        | 2008년 7월 27일  | 8.8%(-2.6)  |
| 65                        | 2008년 8월 3일   | 7.5%(-1.3)  |
| 66                        | 2008년 8월 17일  | 7.7%(+0.2)  |
| 67                        | 2008년 8월 24일  | 9.3%(+1.6)  |
| 68                        | 2008년 8월 31일  | 7.6%(-1.7)  |
| 69                        | 2008년 9월 7일   | 9.8%(+2.2)  |
| 70                        | 2008년 9월 14일  | 4.6%(-5.2)  |
| 11월 30일 불후의명곡 부활 |                  |             |
| 71                        | 2008년 11월 30일 | 5.6%(+1.0)  |
| 72                        | 2008년 12월 7일  | 4.9%(-0.7)  |
| 73                        | 2008년 12월 14일 | 5.8%(+0.9)  |
| 74                        | 2008년 12월 21일 | 6.4%(+0.6)  |
| 75                        | 2008년 12월 28일 | 10.3%(+3.9) |

- TNmS와 AGB닐슨 미디어 리서치에서 공개한 표를 바탕으로 작성한 시청률이다. 빨간색 글씨는 최고 시청률, 파란색 글씨는 최저 시청률을 나타낸다.

### 2009년
| 회차 | 방송 일자       | 전국 시청률(증감치) |
| ---- | --------------- | ------------------- |
| 76   | 2009년 1월 4일  | 8.9%(-2.4)          |
| 77   | 2009년 1월 11일 | 9.5%(+0.6)          |
| 78   | 2009년 1월 18일 | 7.6%(-1.9)          |
| 79   | 2009년 1월 25일 | 3.7%(-3.9)          |
| 80   | 2009년 2월 1일  | 8.7%(+5.0)          |
| 81   | 2009년 2월 8일  | 5.3%(-3.4)          |
| 82   | 2009년 2월 15일 | 7.9%(+2.6)          |
| 83   | 2009년 2월 22일 | 10.7%(+2.8)         |
| 84   | 2009년 3월 1일  | 5.9%(-4.8)          |
| 85   | 2009년 3월 8일  | 7.2%(+1.3)          |
| 86   | 2009년 3월 15일 | 8.5%(+1.3)          |
| 87   | 2009년 3월 22일 | 6.5%(-2.0)          |

| 회차 | 방송 일자       | 전국 시청률(증감치) |
| ---- | --------------- | ------------------- |
| 76   | 2009년 1월 4일  | 7.4%(-2.9)          |
| 77   | 2009년 1월 11일 | 7.9%(+0.5)          |
| 78   | 2009년 1월 18일 | 6.8%(-1.1)          |
| 79   | 2009년 1월 25일 | 2.3%(-4.5)          |
| 80   | 2009년 2월 1일  | 5.9%(+3.6)          |
| 81   | 2009년 2월 8일  | 3.0%(-2.9)          |
| 82   | 2009년 2월 15일 | 6.5%(+3.5)          |
| 83   | 2009년 2월 22일 | 8.2%(+1.7)          |
| 84   | 2009년 3월 1일  | 4.9%(-3.3)          |
| 85   | 2009년 3월 8일  | 6.7%(+1.8)          |
| 86   | 2009년 3월 15일 | 7.6%(+0.9)          |
| 87   | 2009년 3월 22일 | 5.3%(-2.3)          |

- TNmS와 AGB닐슨 미디어 리서치에서 공개한 표를 바탕으로 작성한 시청률이다. 빨간색 글씨는 최고 시청률, 파란색 글씨는 최저 시청률을 나타낸다.

## 수상
- 2007 KBS 연예대상
  - 대상 : 탁재훈
  - 쇼·오락부문 우수코너상

- 2008 KBS 연예대상
  - 시청자가 뽑은 최고의 프로그램상

## 기타
- 방송 초기에는 1~5위를 선정하는 방식이 아니고, 출연 가수의 히트곡을 나열하고 자체적으로 불후의 명곡을 뽑는 방식이었다.
- 23회 룰라 편에서, MC인 신정환이 한때 룰라의 멤버였던 관계로 이날은 '노래 선생님' 으로써 출연했다.
- 34회 신승훈 편에서, MC인 탁재훈과 신정환이 출연자 신승훈과 게스트 MC로 출연한 하하에게 도를 넘는 행동을 하여 비난을 받았다.[3]
- 탁재훈과 신정환은 2007년 12월 25일에 '데뷔 10주년 기념 불후의 명곡 콘서트'를 가졌는데, 후일 이 콘서트는 한때 불후의 명곡 출연자이기도 했던 이승환과 무대 도용 문제로 법적 논쟁을 일으킨다.[4]
- 53회에서는, 방송 된 '孝 특집 - 우리 가락 완전 정복' 편에서는 국악인 김영임과 함께 초,중,고급의 3단계 난이도의 곡을 선정하여 진행했다. 초급 선정곡은 조용필의 '일편단심 민들레야', 중급 선정곡은 자진모리 메들리로 한국의 국악 중 '신고산 타령'과 '군밤 타령', '자진 뱃노래'를 메들리로 묶어 선정했다. 고급 선정곡으로는 한오백년이 선정되었다.
- 2008년 6월 15일에는 R.ef편이 방송될 예정이었으나 같은 프로그램 해피선데이 내의 다른 코너 1박 2일의 방송 분량이 길어진 이유로 6월 22일로 방송이 연기되었다. 사전에 별다른 통지 없이 방송이 연기되는 바람에 시청자들의 항의를 받았다.[5]
- 64회 나미 편에서, 녹화 당시(7월 8일) 입원으로 인해 불참한 신정환을 대신해 전진이 임시 MC를 맡았다. 신정환은 7월 3일 남산에서 자전거를 타던 중 넘어져 크게 다치는 사고를 당했다.[6]
- 2008년 8월 10일에는 2008 베이징 올림픽 중계방송으로 인해 결방되었다.
- 정규 방송 종료 1주일 후인 2008년 9월 14일에는 앙코르 형식으로 일부 방송분을 재방송했다.
- 2008년 12월 7일에는 그룹 터보편의 BEST 5를 먼저 소개하고, 터보에서 솔로로 데뷔한 김종국의 BEST 3을 소개했다.
- 74회 비 편에서 김성은을 대신해 KBS 아나운서 김경란이 임시 MC를 맡았다.
- 75회에서는 2008년의 가요계를 결산하는 형식으로 방송했다.

## 같이 보기
- 일요일이 좋다
  - 패밀리가 떴다 (경쟁 프로그램)
  - 골드미스가 간다 (2부 프로그램)

- 해피선데이
  - 1박 2일 (2부 프로그램)

- 일밤
  - 세상을 바꾸는 퀴즈 (경쟁 프로그램)
  - 우리 결혼했어요 (2부 프로그램)